# Toi et moi
《toi et moi》（你和我）是安室奈美惠以個人單獨名義在1999年7月7日發行的第14張單曲。

## 簡介
- 神奇寶貝劇場版：夢幻之神奇寶貝 洛奇亞爆誕的片尾曲。
- 歌曲的版權於TV東京Music，因此並未收錄於安室任何一張專輯中。
- 現在可以《寵物小精靈劇場版：「夢夢之寵物小精靈 利基亞爆誕」原聲大碟》、《Pokemon Song♪Best Collection 2》、《寵物小精靈映畫主題歌集 Perfect Best》、《寵物小精靈劇場版歌曲合集 1998-2008》以及合法下載等途徑購買本曲。
- 編舞由dos的kaba擔當，於當時的節目「笑笑無妨!」中披露了本曲的舞蹈。
- toi et moi為法語中「你和我」的意思。
- 曾於兩次演唱會中演唱本曲，分別於「NAMIE AMURO TOUR GENIUS 2000」的開場，以及「namie amuro SO CRAZY TOUR featuring BEST SINGLES 2003-2004」使用雙截棍跳唱。

## 收錄曲
作詞：MARC & 小室哲哉、作曲・編曲：小室哲哉
1. toi et moi - Straight Run - 4:17
2. toi et moi - A&S NY Bounce Remix - 5:17
3. toi et moi - TV Mix - 4:15

Mixed by Eddie DeLena

Track 2 Remixed and Additional Production by Anthony ACID & DJ SKRIBBLE